# ムスタファ・レシット・アクチャイ
ムスタファ・レシット・アクチャイ（トルコ語: Mustafa Reşit Akçay、1958年12月12日 - ）は、トルコのトラブゾン出身のサッカー指導者。

## 来歴
2014年5月、アクヒサル・ベレディイェスポルの監督に就任した。
2015年7月、オスマンルスポルの監督に就任した。
2017年6月6日、コンヤスポルの監督に就任した。

## 監督歴
- Bulancakspor 2001
- ギュミュシュハーネスポル 2003-2004
- Pazarspor 2004-2005
- Arsinspor 2006-2007
- Ofspor 2007-2008
- ベイレルベイSK 2008
- Pazarspor 2009
- TKİ Tavşanlı Linyitspor 2009-2010, 2010-2011
- 1461トラブゾン 2011-2013
- トラブゾンスポル 2013-2014
- アクヒサル・ベレディイェスポル 2014
- オスマンルスポル 2015-2017
- コンヤスポル 2017
- オスマンルスポル 2018

出典